# Art rupestre de Chongoni
Art rupestre de Chongoni està situada a la regió central de Malawi, consta de 127 llocs als turons boscosos de l'altiplà de Malawi amb representacions d'art rupestre i pintures de la comunitat d'agricultors de l'Edat de Pedra tardana i el període de l'edat de ferro. Està inscrit a la llista del Patrimoni de la Humanitat de la UNESCO des del 2006.